# NGC 3004
NGC 3004 é uma estrela na direção da constelação de Ursa Major. O objeto foi descoberto pelo astrônomo William Parsons em 1851, usando um telescópio refletor com abertura de 72 polegadas (1,83 m). 